# Våtemossens naturreservat
Våtemossens naturreservat är ett naturreservat i Falköpings kommun och Skövde kommun  i Västra Götalands län.
Naturreservatet bildades 2024 och omfattar 133 hektar. Det ligger på Billingen och består av barrnaturskog och i östra delen delar av högmossen Våtemosse.